# Majkl Porter
Majkl Judžin Porter (engl. Michael Eugen Porter; 23. maj 1947) je univerzitetski profesor na Harvardu u oblasti menadžmenta i ekonomije. On jedan od glavnih autoriteta u oblasti strategije kompanija i kompetitivnosti nacija i regiona. Rad Majkla Portera prepoznat je u mnogim vladama, korporacijama i globalnim akademskim krugovima. 

## Biografija
Majk Porter je 1969. godine dobio bečelor diplomu mašinstva na Prinston Univerzitet 1969. godine. Godine 1971. diplomirao je ekonomiju na Hardvarda, a doktorirao je 1973. godine
Jedan je od osnivača Monitor Group - firme koja se bavi uslugama konsaltinga iz oblasti menadžmenta. Takođe je član Society of Strategic Management - udruženja koje okuplja viže od 2.000 profesionalnih menadžera koji se bave razvojem strategijskog menadzmenta. Razvio je model koji je poznat kao - Pet Porterovih sila, koji definiše 5 sila koje određuju snagu konkurencije i atraktivnost nekog tržišta. 

### Pet Porterovih sila
Majkl Porter je 1979. godine model koji definiše 5 sila koje određuju snagu konkurencije i atraktivnost tržišta, odnosno ukupnu profitabilnost industrije. Visok intezitet neke sile predstavlja opasnost za neko preduzeće jer će vjerovatno smanjiti njegov profit, a nizak intezitet neke sile predstavlja šansu za neko preduzeće jer mu se pruža šansa da poveća profit. 
1) Opasnost od supstituta: 
- sklonost kupaca ka supstitutima;
- troškovi prelaska na supstitut;
- diferenciranost proizvoda.

2) Opasnost od novih konkurenata:
- postojeće barijere ulasku novih konkurentata;
- zajedničke reakcije postojećih preduzeća;
- državna regulativa;
- visina kapitala koju je potrebno investirati;
- troškovi prelaska na upotrebu proizvoda;
- pristup kanalima distribucije.

3) Pregovaračka snaga kupaca:
- značaj industrije za kupce;
- troškovi prelaska na konkurentski proizvod;
- stepen koncentrisanosti kupaca.

4) Pregovaračka snaga dobavljača:
- značaj industrije za dobavljače;
- značaj proizvoda dobavljača za proizvodni proces;
- visina troškova prelaska na upotrebu proizvoda drugih dobavljača.

5) Intezitet rivalstva:
- broja konkurenata;
- stopa rasta industrije;
- kapaciteta;
- izlazne barijere;
- reznolikost konkurencije;
- fiksnih troškova.

Svaka od navedenih sila utiče na sposobnost preduzeća da bude konkurentno u datoj industriji i svaka od sila ima po nekoliko determinanti.